# Rhodochlora basicostalis
Rhodochlora basicostalis är en fjärilsart som beskrevs av Paul Dognin 1900. Rhodochlora basicostalis ingår i släktet Rhodochlora och familjen mätare. Inga underarter finns listade.